# Bike (chanson)
Pour les articles homonymes, voir Bike.
Pistes de The Piper at the Gates of Dawn
The Scarecrow
Bike est une chanson du groupe Pink Floyd, qui apparaît sur l'album The Piper at the Gates of Dawn, paru en 1967. Elle est aussi présente sur deux compilations du groupe, Relics (1971) et Echoes: The Best of Pink Floyd (2001).
C'est une chanson composée par Syd Barrett à propos d'une fille et sa bicyclette. Vers la fin de la chanson, il lui offre de l'amener dans une chambre où l'on joue des chansons.
La chanson est écrite par Barrett pour sa petite amie Jenny Spires. Celle-ci est aussi mentionnée dans la chanson Lucifer Sam sur le même album. Après que Syd a fini de chanter, il y a un  temps de silence puis l'arrivée en fade in et la disparition en fade out d'un passage de bruits mécaniques et distordus ressemblant à ceux d'une roue voilée de bicyclette et faisant penser à de la musique concrète. Ces bruits qui durent quelques secondes pour ponctuer l'album sont faits avec un kazoo, un petit instrument artisanal très populaire chez les enfants dans les années soixante qui sera réutilisé par Pink Floyd dans la chanson Corporal Clegg de l'album A Saucerful of Secrets.

## Personnel
- Syd Barrett - chant, guitares, effets sonores
- Nick Mason - batterie
- Roger Waters - basse, chœurs
- Richard Wright - orgue, piano

## Liens
- Site officiel de Pink Floyd